# Johann Gottfried Knöffler

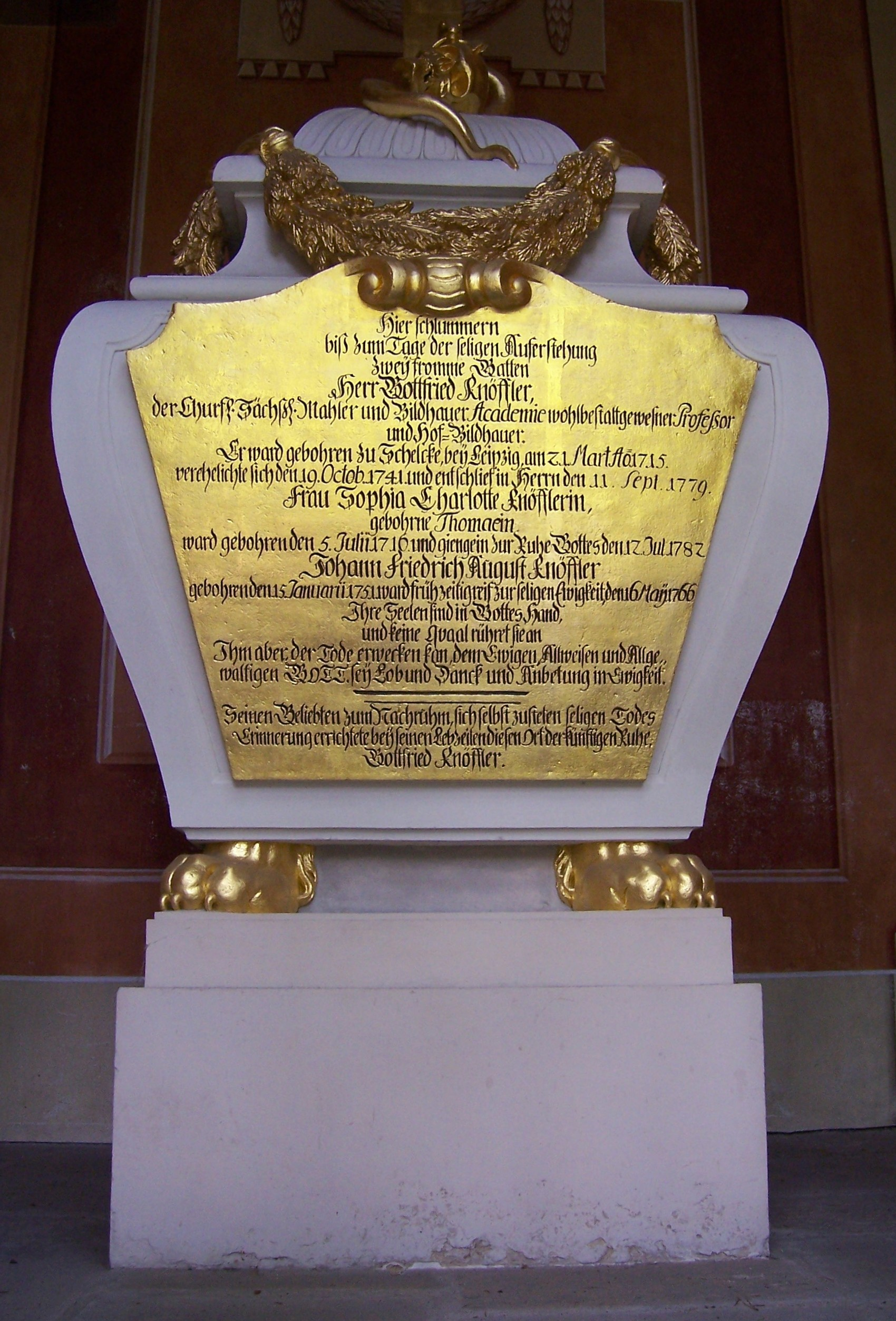
Tomba di Johann Gottfried Knöffler nella cripta di famiglia nell'Inner Neustädter Friedhof a Dresda.

Johann Gottfried Knöffler (Zschölkau, 21 marzo 1715 – Dresda, 11 settembre 1779) è stato uno scultore tedesco.

## Biografia
Nacque a Zschölkau, una frazione di Krostitz, figlio di Martin Schäfer e Magdalena Wegewitz. Fu apprendista scultore a Lipsia e successivamente a Berlino di Friedrich Christian Glume. Intorno al 1740 si trasferì a Dresda, dove sposò la figlia dello scultore di corte Johann Benjamin Thomae, Charlotte. Thomae, allievo di Balthasar Permoser, diede a Knöffler un lavoro di scultore di corte nel 1742. Quando Thomae morì, Knöffler divenne il suo successore e con la morte di Lorenzo Mattielli, nel 1748, il primo scultore di Dresda. Entrò nelle grazie del ministro conte Brühl che gli affidò, tra l'altro, la decorazione artistica per il Secondo Belvedere (1749-1751) che fu distrutto già nel 1759. Si salvarono tre sculture di Knöffler che furono trasferite prima al Terzo Belvedere e poi al quarto Belvedere; le due sfingi con le graziose ninfe (1747-1748) con fili floreali e la fontana con il piccolo delfino che solleva la coda, oggi sulla Terrazza Brühl.

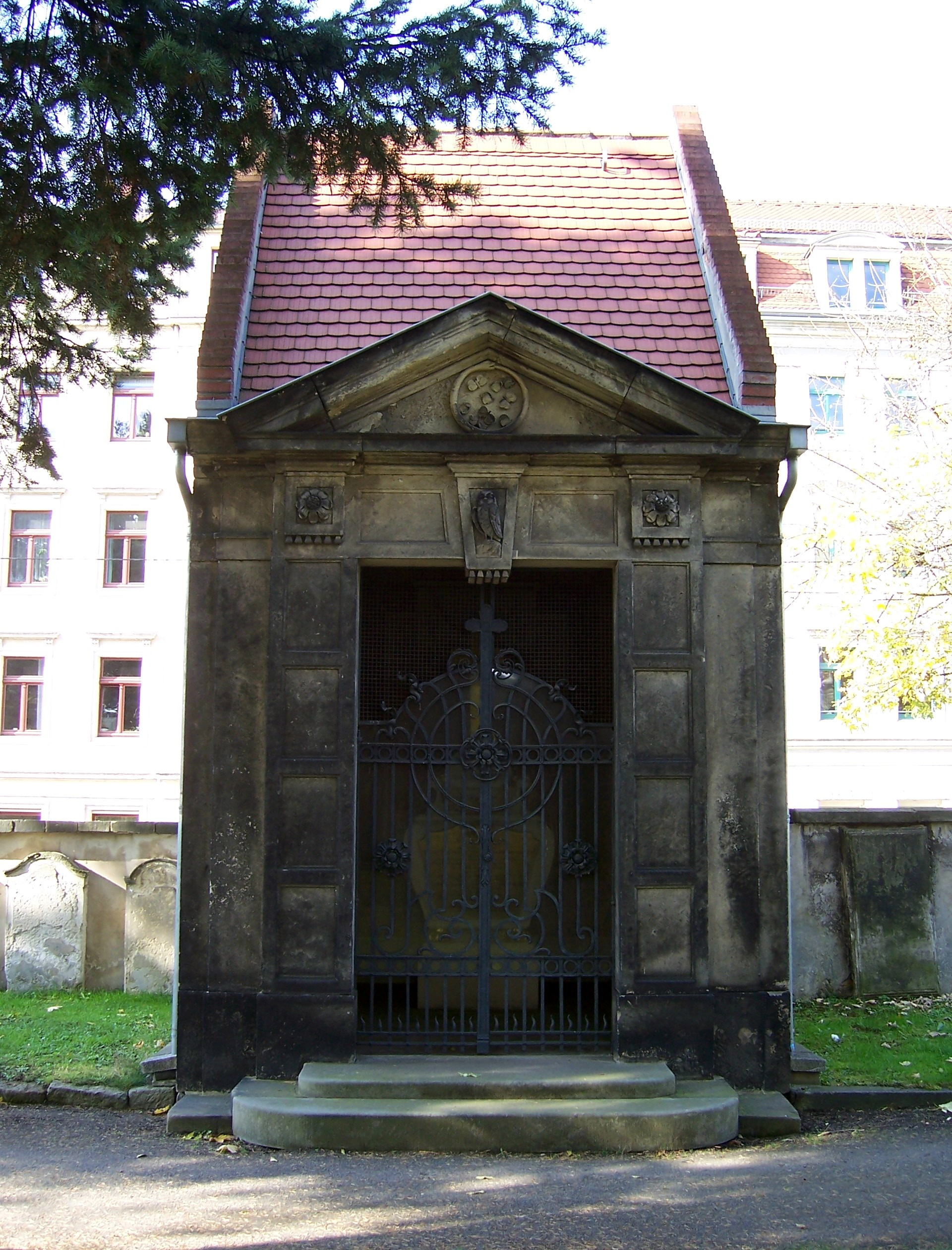
La cripta della famiglia Knöffler.

Quando, nel 1764, fu aperta l'Accademia d'arte di Dresda, Knöffler fu nominato professore di scultura. Solo sei anni dopo, smise di lavorare perché si era ammalato di polmonite causa del suo lavoro di scultore.
Nel 1772 si dimise da tutti i suoi uffici e dal 1777 lavorò alla cripta nell'Inner Neustädter Friedhof, che era destinata alla sua famiglia e allo stesso tempo fu la sua ultima opera.

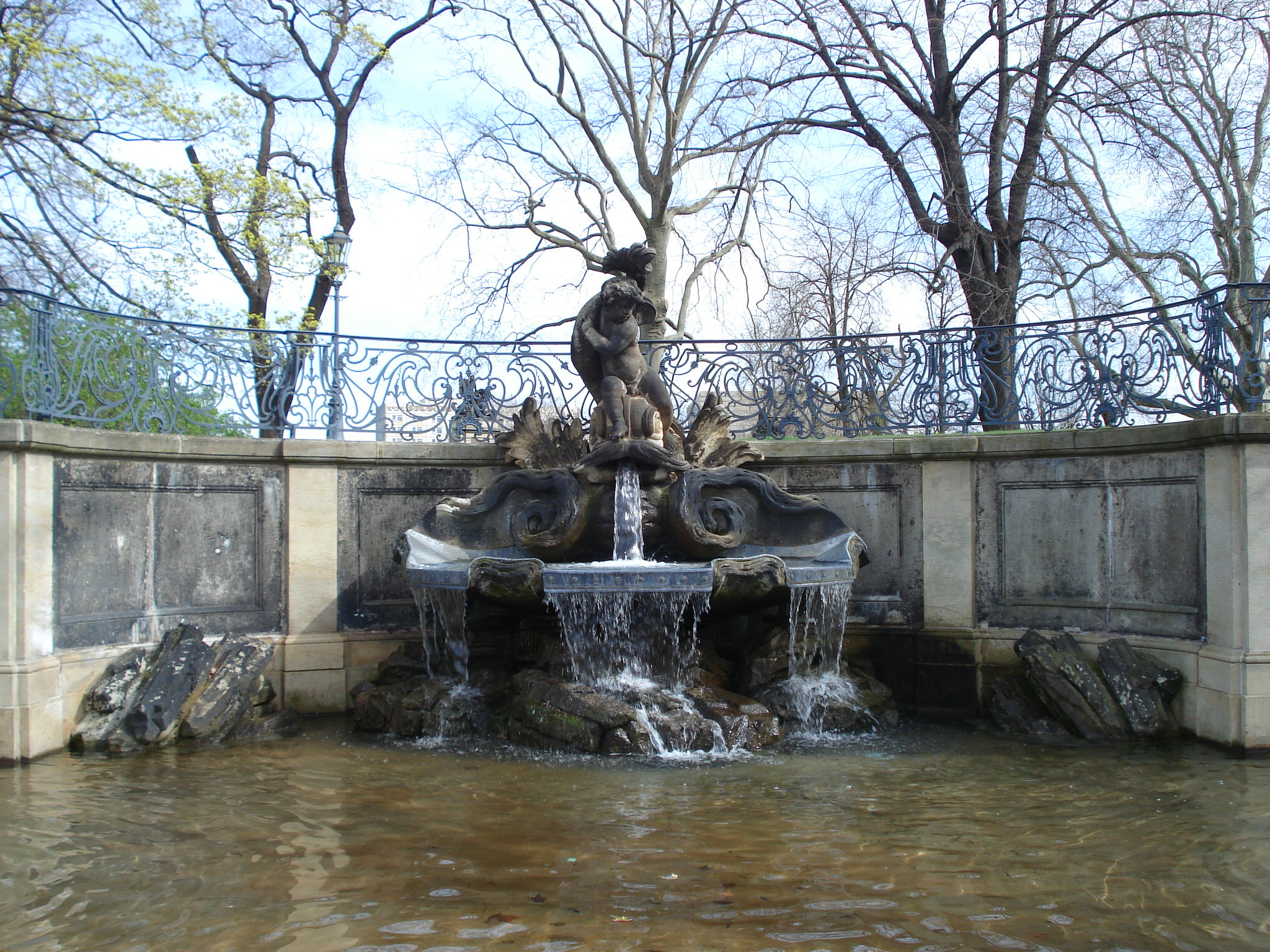
La fontana dei delfini a Dresda con il rilievo di Johann Gottfried Knöffler.

Johann Gottfried Knöffler morì a Dresda nel 1779 e, secondo le sue intenzioni, fu sepolto nella cripta di famiglia nell'Inner Neustädter Friedhof. Sebbene avesse depositato parte della sua fortuna per il mantenimento della cripta dopo la sua morte, la sua tomba cadde in rovina nel corso degli anni. Alla fine del XX secolo era considerata in pericolo di crollo ed è stata restaurata completamente nel 1995.
Johann Gottfried Knöffler è considerato il pioniere tedesco del neoclassicismo, sebbene molte delle sue opere abbiano caratteristiche tardo barocche. Numerose statue di Knöffler sono ancora oggi conservate a Dresda, come il rilievo della Küferbrunnen nel Palazzo Brühl-Marcolini, oggi parte dell'ospedale di Friedrichstadt (1745), il rilievo della fontana dei delfini sulla Terrazza Brühl (1747 circa) e ornamenti decorativi. Ad esempio il grande stemma e disegni di fontane nel  Palazzo Taschenberg o le decorazioni figurative (Putti al Palais der Secondogenitur nel Blüherpark). Una delle sue opere più note è l'Apollo delfico (1740-1750 circa) al Palazzo nel Grande Giardino e le decorazioni figurali nel Coselpalais di Dresda. La fontana del Palais Hoym fu salvata nel 1945 e restaurata da Christian Hempel. Mostra bambini che giocano con un delfino sdraiato su una roccia. La fontana è rimasta in deposito da quando l'ampliamento è stato demolito. Le due singole figure a grandezza naturale "Bacco" e "Flora", che un tempo si trovavano nel giardino del castello di Röhrsdorf, e ora nel parco del castello di Gamig, sono considerate opere di Gottfried Knöffler. Altre opere di Knöffler andarono distrutte nel 1945.